# 立方切頂立方八面体
立方切頂立方八面体（りっぽうせっちょうりっぽうはちめんたい、Cubitruncated cuboctahedron）または立方八面切頂立方八面体（りっぽうはちめんせっちょうりっぽうはちめんたい、Cuboctatruncated cuboctahedron）とは、一様多面体の一種である。

## 性質
- 構成面: 正六角形8枚、正八角形6枚、正8/3角形6枚、計20枚
- 辺: 72
- 頂点: 48
- 頂点形状: 6, 8, 8/3
- ワイソフ記号: 3 4 4/3 |
- 枠: 斜方切頂立方八面体の正方形を縦横比 1:{\displaystyle {\sqrt {2}}+1}の長方形に、正六角形を対辺比1:{\displaystyle {\sqrt {2}}+1}の六角形に変形させたもの。
- 双対: 四重二方六面体（英語版）